# Turgay Bayram
Turgay Bayram (* 15. Juni 1995) ist ein türkischer Leichtathlet, der sich auf den Hindernislauf spezialisiert hat, aber auch über Strecken im Mittel- und Langstreckenbereich antritt.

## Sportliche Laufbahn
Erste internationale Erfahrungen sammelte Turgay Bayram im Jahr 2017, als er bei den U23-Europameisterschaften in Bydgoszcz in 8:46,48 min den sechsten Platz im Hindernislauf belegte. Zudem erreichte er bei den Balkan-Hallenmeisterschaften in Belgrad nach 8:23,74 min Rang neun über 3000 m. Im Jahr darauf gewann er bei den Balkan-Meisterschaften in Stara Sagora in 8:55,85 min die Silbermedaille im Hindernislauf und 2019 nahm er an der Sommer-Universiade in Neapel teil und wurde dort in 8:42,85 min Achter, ehe er sein Rennen bei den Balkan-Meisterschaften in Prawez nicht beenden konnte. 2020 siegte er in 8:54,92 min bei den Balkan-Meisterschaften in Cluj-Napoca und im Jahr darauf musste er sein Rennen bei den Balkan-Meisterschaften in Smederevo vorzeitig beenden. 2023 wurde er bei der 1. Liga der Team-Europameisterschaft im Rahmen der Europaspiele in Chorzów disqualifiziert und gewann anschließend bei den Balkan-Meisterschaften in Kraljevo in 8:55,31 min die Silbermedaille hinter dem Österreicher Tobias Rattinger. Im Jahr darauf musste er sich bei den Balkan-Meisterschaften in Izmir in 8:46,11 min erneut dem Österreicher Rattinger sowie seinem Landsmann Abdullah Tuğluk geschlagen geben.
In den Jahren 2018, 2019 und 2023 wurde Bayram türkischer Meister im Hindernislauf sowie 2022 über 1500 Meter. Zudem wurde er 2017 Hallenmeister im 3000-Meter-Lauf.

## Persönliche Bestleistungen
- 1500 Meter: 3:48,09 min, 25. Juni 2022 in Bursa
- 3000 Meter: 8:16,79 min, 20. August 2020 in Bursa
  - 3000 Meter (Halle): 8:23,74 min, 25. Februar 2017 in Belgrad
- 3000 m Hindernis: 8:35,73 min, 20. Juni 2019 in Bursa